# Błotniak czarny
Błotniak czarny (Circus maurus) – gatunek ptaka drapieżnego z rodziny jastrzębiowatych (Accipitridae), zamieszkujący Afrykę Południową. Zagrożony wyginięciem. Nie wyróżnia się podgatunków.

## Występowanie
Zamieszkuje tereny Afryki Południowej – głównie RPA, niewielka, izolowana populacja lęgowa w północnej Namibii; ptaki nieodbywające lęgów spotykane też w Lesotho. Sporadycznie zalatuje do Botswany i Eswatini.

## Morfologia
Długość ciała 48–53 cm. Samice nieco większe niż samce.
Ptak smukły, ma długie nogi, a złożone skrzydła prawie dosięgają do końca ogona. Dorosłe osobniki w większości czarno ubarwione. Podczas lotu jednak można zaobserwować, że lotki I i II rzędu są białe z czarnymi prążkami. Podobnie ubarwiony jest ogon. Młode ptaki są ciemnobrązowe, na spodzie mają plamki i biały kuper.

## Ekologia i zachowanie

### Środowisko życia
Preferuje tereny suche, takie jak fynbos, wyżynne łąki, półpustynne formacje krzewiaste w Karru, otwarte równiny z niski krzewami i polami uprawnymi. Często lęgnie się w pobliżu przybrzeżnych i wyżynnych bagien z wysokimi krzewami lub trzcinami. Poza sezonem lęgowym spotykany dalej na północ na suchszych obszarach stepów i łąk.

### Lęgi
Gniazdo buduje na ziemi, w związku z czym jego lęgi szczególnie narażone są na ataki drapieżników. Sezon lęgowy ma miejsce od czerwca do listopada, ze szczytem we wrześniu. W lęgu 1–5 jaj, zwykle 3. Inkubacja trwa około 34 dni, zajmuje się nią samica, a samiec w tym czasie regularnie ją dokarmia. Pisklętami opiekuje się samica, karmi je pożywieniem dostarczanym przez samca. W wieku około 4 tygodni pisklęta zaczynają się ukrywać w roślinności otaczającej gniazdo. Całkowicie porzucają gniazdo w wieku 36–41 dni, a w pełni niezależne stają się co najmniej dwa tygodnie później.

### Pożywienie
Żywi się głównie gryzoniami i ptakami, choć w skład jego diety wchodzą też gady, płazy, owady i padlina. 

## Status
Międzynarodowa Unia Ochrony Przyrody (IUCN) od 2017 roku uznaje błotniaka czarnego za gatunek zagrożony (EN – Endangered), wcześniej (od 2000 roku) miał on status gatunku narażonego (VU – Vulnerable). Liczebność populacji szacuje się na 251–999 dorosłych osobników. Trend liczebności populacji uznaje się za spadkowy.